# ビクトル・サンチェス・マタ
ビクトル・サンチェス・マタ（Víctor Sánchez Mata、1987年9月8日 - ）は、スペイン・タラサ出身のサッカー選手。ポジションはMF。DFやFWとしてもプレーできるユーティリティプレイヤーである。

## 経歴
FCバルセロナのカンテラ出身。1年ごとにカテゴリーを上げ、2008年にはトップチームへ昇格を果たしたが、当時トップチームの監督であったジョゼップ・グアルディオラの構想外となった。
2009年夏、クラブ史上初となる1部昇格を果たしたヘレスCD、翌2010年にはヘタフェCFへレンタル移籍を果たしたが、いずれも結果を残すことはできなかった。
2011年、企業家によって買収されたスイスのヌーシャテル・ザマックスへ完全移籍。しかし2011-12シーズンの途中である2012年1月26日にクラブが破産宣告を受けたため、RCDエスパニョールへ移籍し半年でスペイン復帰を果たした。
2020年8月、双方同意の下で契約を解除し、エスパニョールを退団した。
2020年11月27日、ウェスタン・ユナイテッドFCに加入した。
2022年2月1日、ジローナFCに移籍した。

## タイトル

### クラブ
FCバルセロナ
- リーガ・エスパニョーラ ： 2008-09
- コパ・デル・レイ ： 2008-09
- UEFAチャンピオンズリーグ ： 2008-09